# Tiberiu Lopatiță
Tiberiu Lopatiță este un general român de informații, care a îndeplinit funcția de comandant al Serviciului de Telecomunicații Speciale (20 decembrie 1995 - 1 noiembrie 1997).

## Biografie
El este inginer de meserie.
În anul 1985 avea gradul de căpitan, fiind locțiitor al comandantului UM 0659 București (Unitatea Specială de Transmisiuni "R") a Ministerului de Interne, care avea în organigramă 230 de ofițeri, 100 de maiștri militari, 20 de subofițeri și 100 de civili . La data de 2 august 1985 el a semnat o notă în cadrul acțiunii "Eterul", prezentând informații despre emisiuni ale postului de radio "Europa Liberă".
Printr-o notă a sa din iulie 1987, el a oferit ca soluție a contracarării unei lucrări de Istorie a Transilvaniei, scrisă de un demnitar al guvernului de la Budapesta, scrierea unei Istorii a Transilvaniei de către români. Împreună cu toți conducătorii Securității, el a făcut parte din comandamentul operațiunii "Orient '89", demarată pentru a preîntâmpina tulburări de stradă la începutul lunii decembrie 1989 .
La data de 20 decembrie 1995, colonelul Tiberiu Lopatiță a fost numit în funcția de comandant al Serviciului de Telecomunicații Speciale.
A fost trecut în rezervă cu gradul de general de brigadă (cu o stea) începând cu data de 1 noiembrie 1997 .
El a fost înaintat la 1 decembrie 2000 la gradul de general de divizie (cu două stele) în rezervă .